# Schizothorax argentatus
Schizothorax argentatus (russisch Илийская маринка, Ilijskaja Marinka; Syn. Racoma argentata, Schizothorax kolpakowskii oder Schizothorax orientalis) ist eine endemische Karpfenart aus Zentralasien.

## Beschreibung
Die Ilijskaja Marinka ist barbenähnlich und besitzt eine dunkel- bis braungrüne Färbung. Sie wird in der Regel 40 Zentimeter lang, in Ausnahmefällen auch wesentlich größer.
Die größten Exemplare von 10 Kilogramm Gewicht wurden im Balchaschsee oder Ili gefangen.
Berichtet wurde auch von Exemplaren von 12 Kilogramm Gewicht und mehr, bei Längen bis 100 Zentimeter und einer maximalen Lebensdauer von 17 bis 19 Jahren.

## Verbreitung
Schizothorax argentatus kommt endemisch im Balchaschsee, dem Fluss Ili in Kasachstan und dem See Ala-Kul in Kirgisistan vor. Außerdem in den Kreisen Suiding, Emin und Huocheng der autonomen chinesischen Region Xinjiang.

## Lebensweise
Über die Lebensweise der Ilijskaja Marinka ist wenig bekannt. Geschlechtsreife Tiere laichen über Stein- oder Kiesgrund ab. Die Fischeier sind im unbehandelten Zustand hochgiftig.
Er ist Beutefisch von räuberisch lebenden Karpfenfischen wie z. B. Aspiolucius esocinus.

## Gefährdungsstatus
Schizothorax argentatus ist in die Kategorie I der hochgradig gefährdeten Tierarten eingestuft. Im Balchaschsee und im Ili ist diese Fischart vermutlich schon ausgerottet. Die Hauptgründe sind eine unkontrollierte Überfischung, Fischwilderei und das Einführen fremder europäischer Fischarten wie Zander, Hecht und Wels. Im Ili wurde die Population von Schizothorax argentatus ganz erheblich durch das Verändern der Strömungsgeschwindigkeit und der Wasserstände in Mitleidenschaft gezogen. Ichthyologen haben damit begonnen, künstliche Vermehrungsversuche der Ilijskaja Marinka durchzuführen, und konnten bereits Hybriden erzeugen.